# LNER Class A4
LNER Class A4 (LNER Клас A4) - паротяг (паровоз) з капотом обтічної форми, колісної формули 4-6-2, розробленої Найджелом Греслі для британської залізниці LNER (London and North Eastern Railway) в 1935 році.

## Історія
Було побудовано 35 паровозів цього класу для використання серед експрес-пасажирських поїздів за маршрутом від вокзалу "Кінгз Крос" в Лондоні в Единбург, Шотландія. Вони залишалися на службі до початку 1960-х років.
Один з паровозів цієї серії № 4468 Mallard (Качка або Кряква) встановив світовий рекорд швидкості.

## Цікаві факти
Паротягу класу LNER Class A4 +4468 Mallard належить абсолютний світовий рекорд швидкості — 202.58 км на год., який був встановлений 3 липня 1938 року. Рекордсмен знаходиться в робочому стані і зберігається в Центральному залізничному музеї Сполученого Королівства в Йорку.